# Ulica 1 Maja w Siemianowicach Śląskich
Ulica 1 Maja – ulica w Siemianowicach Śląskich o długości około 450 m, położona w środkowej części miasta, na terenie dzielnicy Centrum. Droga ta, o przebiegu południkowym, łączy od północy m.in. ulice: PCK i Parkową, zaś od południa ulice: Powstańców, Fitznerów i Śląską. Zabudowa ulicy w dużej części ukształtowała się na przełomie XIX i XX wieku, zaś obecnie przy niej swoją siedzibę ma kilka instytucji, w tym Katolickie Liceum Ogólnokształcące, Prokuratura Rejonowa czy Szpital Miejski. Ulicą kursują autobusy ZTM.

## Charakterystyka i przebieg

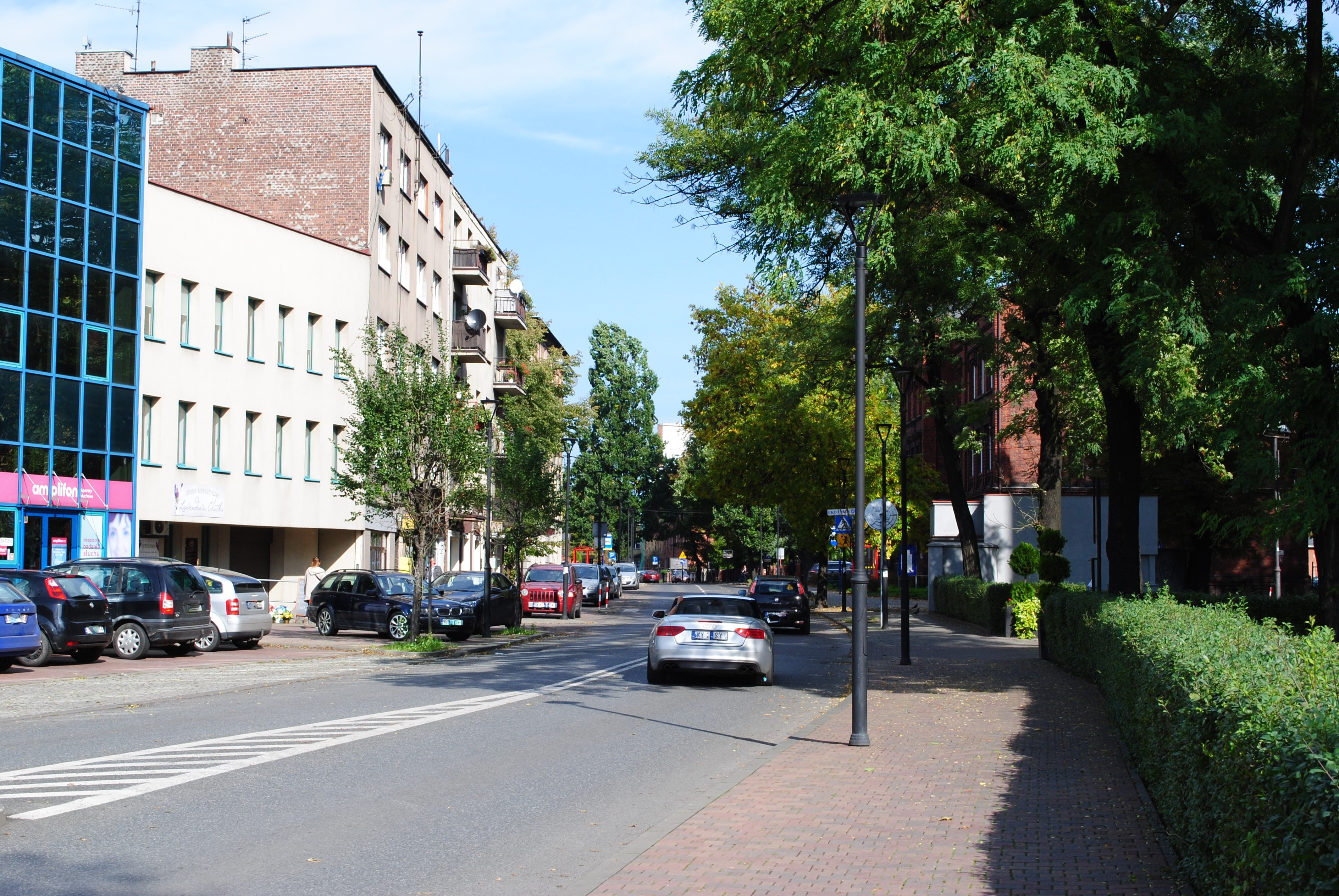
Ulica 1 Maja na wysokości kościoła Krzyża Świętego (widok na północ)

Ulica 1 Maja znajduje się w środkowej części Siemianowic Śląskich i na całej długości biegnie przez dzielnicę Centrum. Ulica ta jest drogą powiatową i systemie TERYT widnieje ona pod numerem 11926. Kod pocztowy dla wszystkich adresów przy ulicy to 41-100.
Numeracja budynków przy ulicy 1 Maja zaczyna się od strony południowej (numeracja parzysta po wschodniej stronie, zaś nieparzysta naprzeciwko). Po stronie południowej droga łączy się na rondzie Maciej z ulicami: Powstańców, Fitznerów i Śląską. Ulica z tego miejsca kieruje się na północ, równolegle do znajdującej się po zachodniej stronie ulicy św. Barbary i po wschodniej stronie ulicy Komuny Paryskiej. Droga kończy swój bieg na skrzyżowaniu z ulicą Parkową, aleją Sportowców i ulicą Polskiego Czerwonego Krzyża. Ulica 1 Maja pomiędzy końcowymi skrzyżowaniami krzyżuje się z ulicą P. Śmiłowskiego (z prawej strony) oraz ciągiem pieszym łączącym ulicę 1 Maja z ulicą św. Barbary, Łączna długość ulicy wynosi około 450 m.
Ulicą kursują autobusy na zlecenie ZTM-u. Znajdują się tu dwa przystanki: Siemianowice Liceum Katolickie (stanowiska w obydwu kierunkach) i Siemianowice Szpital (stanowisko w kierunku północnym). Przy pierwszym z nich, pod koniec października 2021 roku zatrzymywały się autobusy czterech linii (w kierunku południowym trzy) które łączyły tę część miasta z innymi dzielnicami, a także z Chorzowem i Katowicami. 
Wierni rzymskokatoliccy mieszkający przy ulicy 1 Maja przynależą do parafii Krzyża Świętego.

## Historia

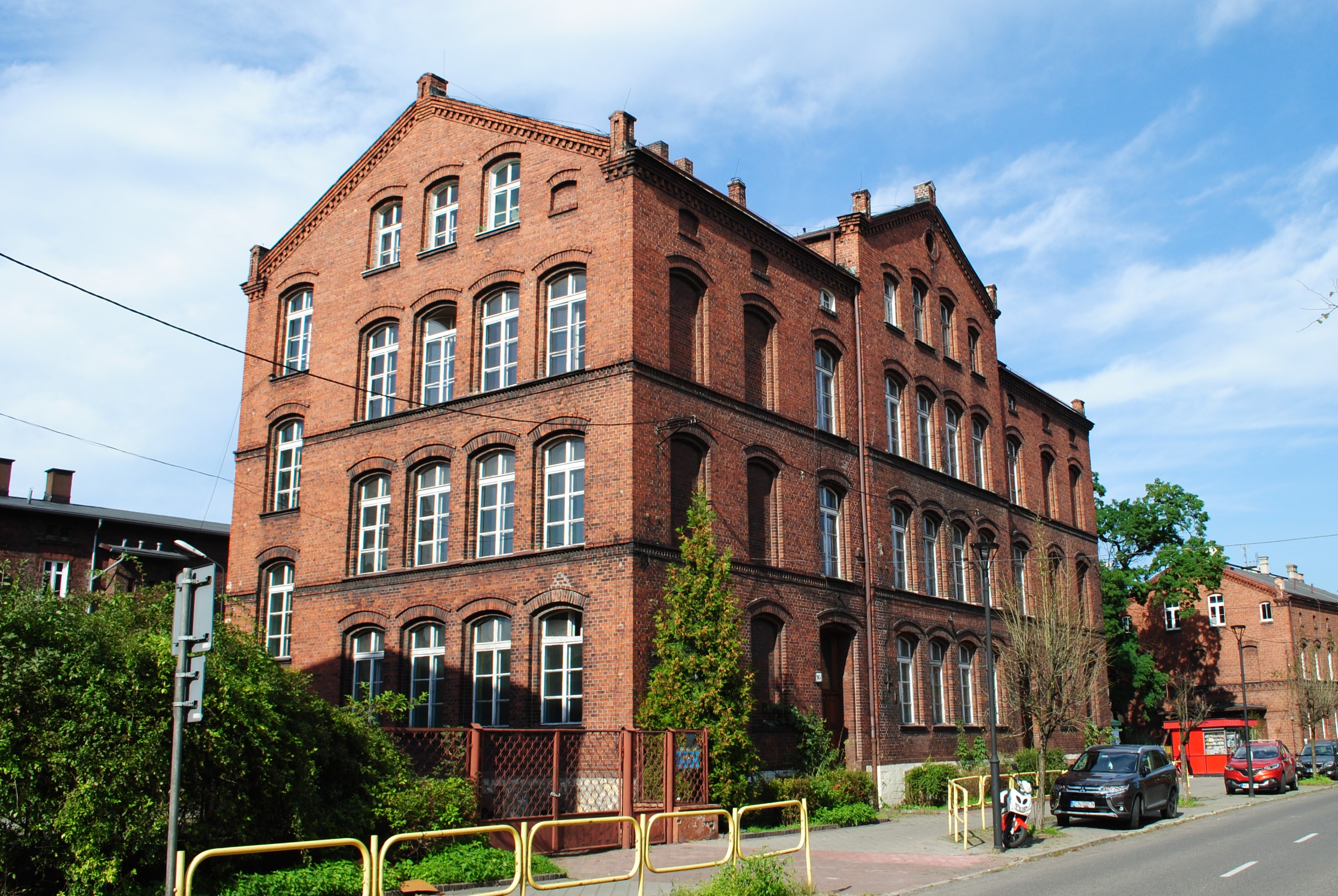
Gmach dawnej szkoły przy ulicy 1 Maja 16 z 1883 roku

Rozwój urbanistyczny rejonu obecnej ulicy 1 Maja, będący wówczas obszarem pomiędzy wsią Siemianowice a kolonią Wandy, następował od końca XIX wieku. Sama zaś obecna ulica 1 Maja była wówczas częścią głównego szlaku prowadzącego do pałacu Donnersmarcków, biegnącego obecnymi ulicami: 1 Maja, Fitznerów i nieistniejącym łącznikiem pomiędzy ulicą Fitznerów a ulicą Starą Katowicką. W tym czasie powstały m.in. następujące budynki: w 1883 roku budynek szkoły przy ulicy 1 Maja 16, w 1905 roku gmach szkoły ludowej pod numerem 1/1a, rok później willa pod numerem 5. W późniejszym czasie uwagi, na rozbudowę huty „Laura” (późniejsza huta „Jedność”), doprowadzono do przerwania drogi wylotowej w ciągu obecnej ulicy Starej Katowickiej, co w zasadniczy sposób zmienił charakter dzisiejszej ulicy 1 Maja. 
W okresie przedwojennym ulica nosiła nazwę Schlossstrasse. W tym czasie w rejonie ulicy 1 Maja i ulicy Fitznerów przebiegała granica pomiędzy historycznymi gminami Siemianowice i Huta Laura. W okresie międzywojennym ulica nosiła nazwę księdza Hugona Stabika. Obecna ulica 1 Maja nosiła również nazwy: ulica Zamkowa i ulica Lipowa. W okresie Polski Ludowej ulica ta nosiła już swoją obecną nazwę.
W latach 2009–2010 przebudowano skrzyżowanie ulic: 1 Maja, Śląskiej, Powstańców i Fitznerów. W ramach prac powstało rondo Maciej o średnicy 35 m. Wraz z tym przebudowano chodniki, powstało nowe oświetlenie, a także przebudowano cztery przejścia dla pieszych. W 2014 roku przy ulicy 1 Maja mieszkało łącznie 249 osób.

## Obiekty historyczne i zabytkowe

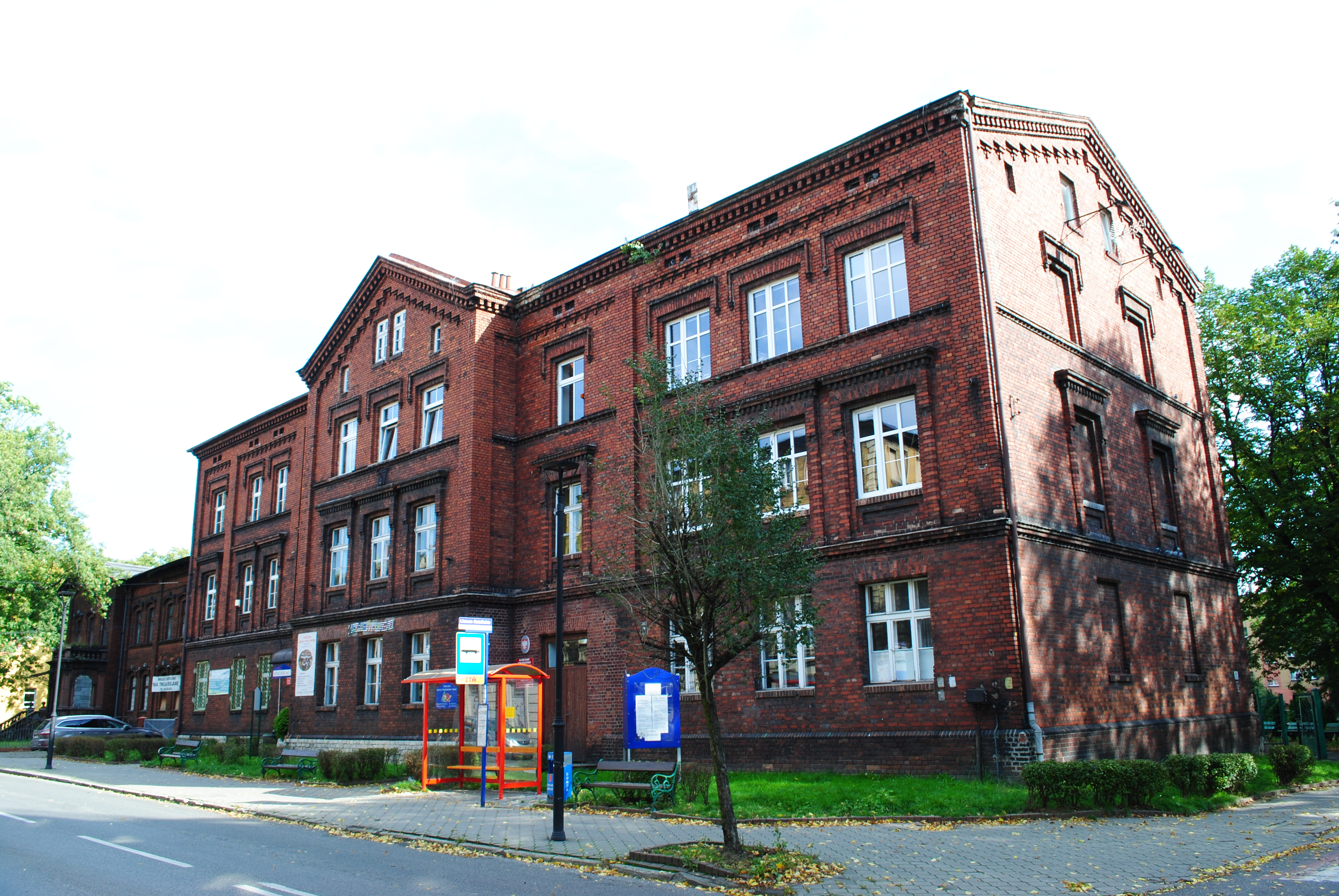
Budynek Katolickiego Liceum Ogólnokształcącego (ul. 1 Maja 1/1a)

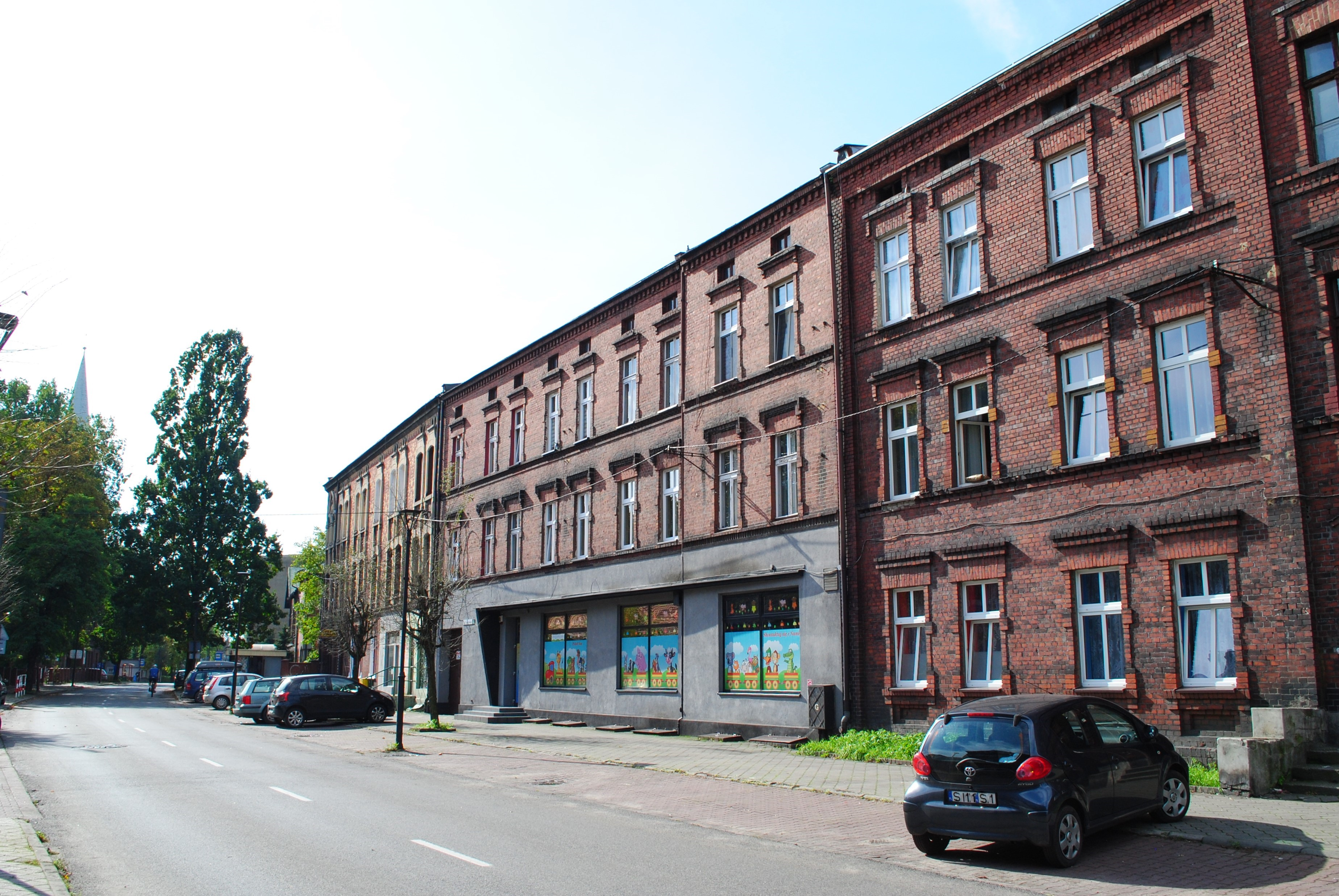
Kamienice (ul. 1 Maja 10, 12 i 14)

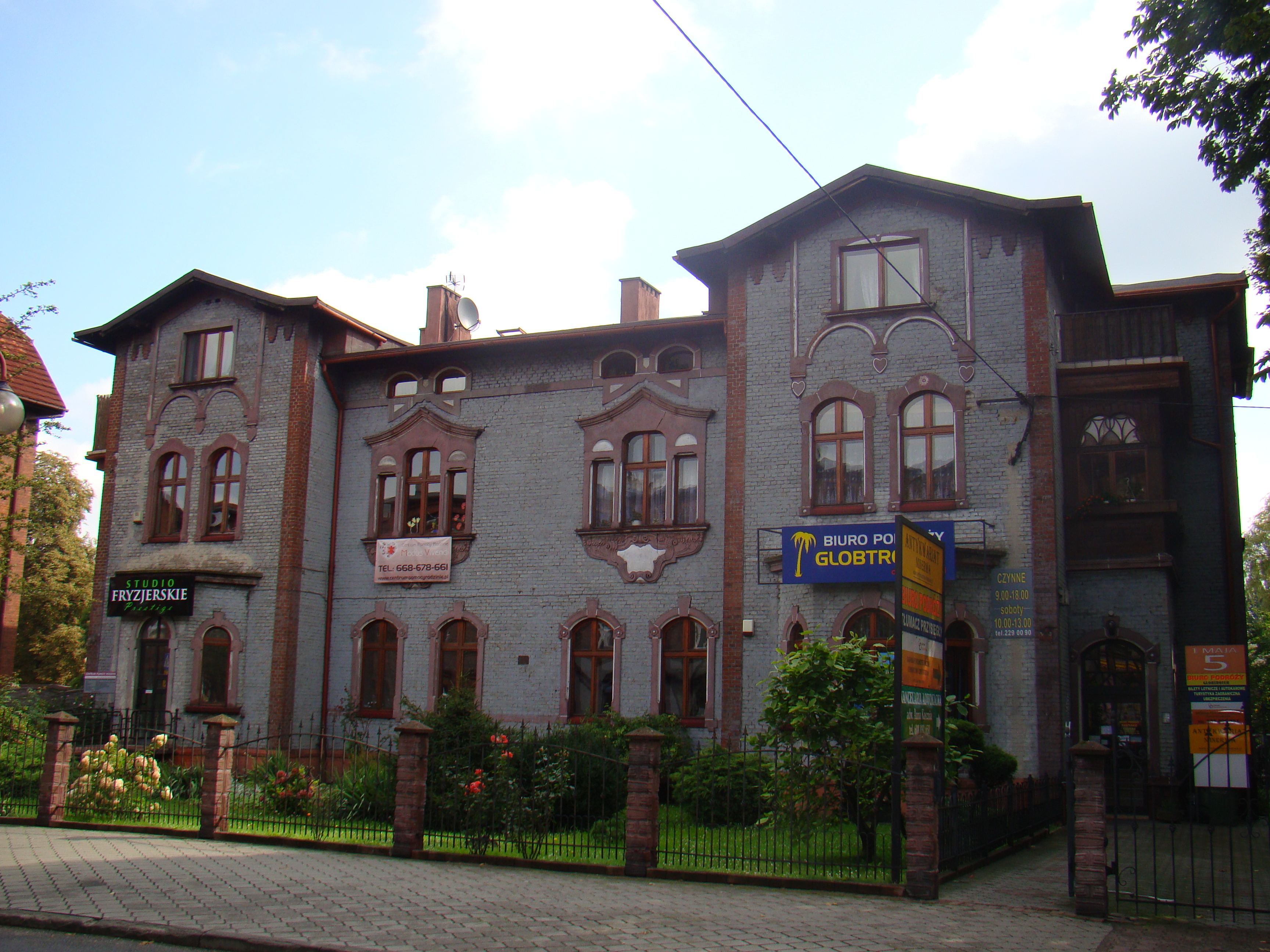
Zabytkowa willa (ul. 1 Maja 5)

Przy ulicy 1 Maja znajdują się następujące historyczne i zabytkowe obiekty:
- Budynek Liceum Katolickiego (ul. 1 Maja 1/1a)[17] – budynek dawnej, sześcioklasowej szkoły ludowej z mieszkaniami dla nauczycieli; został on zaprojektowany w 1876 roku, a jego budowę ukończono w 1905 roku[9],
- Willa[18] (ul. 1 Maja 3)[19],
- Budynek przedszkola (ul. 1 Maja 3a)[20],
- Dom-willa (ul. 1 Maja 5)[21] – budynek wzniesiony w 1906 roku w stylu secesyjnym[10], wpisany do rejestru zabytków 31 maja 1995 roku (nr rej.: A/1572/95, granice ochrony obejmują cały budynek wraz z najbliższym otoczeniem)[21]; budynek ten jest własnością prywatną[22],
- Kamienica (ul. 1 Maja 6)[19],
- Kamienica (ul. 1 Maja 7)[19],
- Grota MB z Lourdes (ul. 1 Maja 8)[23],
- Kamienica (ul. 1 Maja 10)[19],
- Kamienica (ul. 1 Maja 11)[19],
- Kamienica (ul. 1 Maja 12)[19],
- Kamienica (ul. 1 Maja 14)[19],
- Budynek dawnej Szkoły Podstawowej nr 6 (ul. 1 Maja 16)[17] – gmach pochodzący z 1883 roku[9],
- Kamienica (ul. 1 Maja 18)[19].

## Gospodarka i instytucje
W 2014 roku przy ulicy 1 Maja zarejestrowanych było łącznie 71 przedsiębiorstw, w tym 64 mikro- i małych oraz 7 średnich i dużych. Do systemu REGON do końca października 2021 roku zostało wpisanych łącznie 169 podmiotów zarejestrowanych przy ulicy 1 Maja. Pośród dalej funkcjonujących, swoją siedzibę mają tutaj takie placówki jak m.in.: firmy handlowo-usługowe, stowarzyszenia i fundacje, przedsiębiorstwa wielobranżowe, wspólnoty mieszkaniowe, antykwariat, kioski, gabinety lekarskie, biuro podróży i inne. 
Swoją siedzibę mają tu też następujące instytucje:
- Katolickie Liceum Ogólnokształcące i Publiczna Szkoła Podstawowa SRKAK (ul. 1 Maja 1)[27],
- Twoja Szkoła. Oddział w Siemianowicach Śląskich (ul. 1 Maja 1a)[28],
- Przedszkole Nr 18 w Siemianowicach Śląskich (ul. 1 Maja 3a)[29],
- Szpital Miejski w Siemianowicach Śląskich (ul. 1 Maja 9)[30],
- Miejska Biblioteka Publiczna im. Anny Szaneckiej w Siemianowicach Śląskich. Filia Szpitalna (ul. 1 Maja 9)[31],
- Prokuratura Rejonowa w Siemianowicach Śląskich (ul. 1 Maja 11)[32],
- Niepubliczny Żłobek Gryfne Bajtle (ul. 1 Maja 12)[33],
- Hokejowy Klub Sportowy Siemianowiczanka (ul. 1 Maja 18)[34].